# Gemeinderat Hamm
Der Gemeinderat der Gemeinde Hamm war das kommunale Beratungsgremium, das bei der Neuorganisation der Kommunalverfassung in der preußischen Provinz Westfalen eingeführt wurde. Vorgänger war der Munizipalrat. Die Mitglieder des Gemeinderats wurden – meist auf Lebenszeit – ernannt. Erst nachdem am 30. Dezember 1834 der Westfälische Provinziallandtag die Einführung der Revidierten Städteordnung angekündigt hatte, fanden in Hamm 1835 erstmals Wahlen zum Gemeinderat statt. Er hatte zunächst 15 Mitglieder. 1851 wird die Zahl der Mitglieder des Gemeinderats auf 18 Mitglieder erhöht. Nachfolger ist die Stadtverordnetenversammlung.

## Mitglieder des Gemeinderats (1815–1835)
- –1829–1832–:  Arnold Unckenbold
- –1829–1833–:  Posthalter Carl Möllenhoff († 1854), Oststraße 38
- –1829–1833–:  Kaufmann Friedrich Fuhrmann
- –1829–1832–:  Kaufmann Daniel Schmits, Nordstraße 8
- –1829–:       Chirurg Ostermann
- –1829–1832–:  Justizkommissar Heinrich Heintzmann († 1853)
- –1829–1832–:  Gerichtstaxator Johann Heinrich Reinoldt, Widumstraße 12 (heute: Kleines Pressehaus)
- –1829–1832–:  Buchhändler Dr. Schulz
- –1829–1832:   Apotheker Schnapp
- –1832–1833–:  Oberlandesgerichtsrat Franz Wever († 1872)
- 1833–: Bäcker Franz Borberg († 1885)
- 1833–: Bäcker Johann Asbeck († 1848), Nordstraße 13 (Haus Asbeck)